# Хвильово-Сорочин
Хви́льово-Соро́чин — село в Україні, у Золотоніському районі Черкаської області. Входить до складу Золотоніської міської громади.
На краю села розташована ботанічна пам'ятка природи місцевого значення Хвилів дуб.

## Населення
Населення — 342 людей.

### Мова
Розподіл населення за рідною мовою за даними перепису 2001 року:
| Мова            | Кількість | Відсоток |
| --------------- | --------- | -------- |
| українська      | 333       | 97.37%   |
| російська       | 6         | 1.76%    |
| білоруська      | 1         | 0.29%    |
| болгарська      | 1         | 0.29%    |
| інші/не вказали | 1         | 0.29%    |
| Усього          | 342       | 100%     |

## Галерея

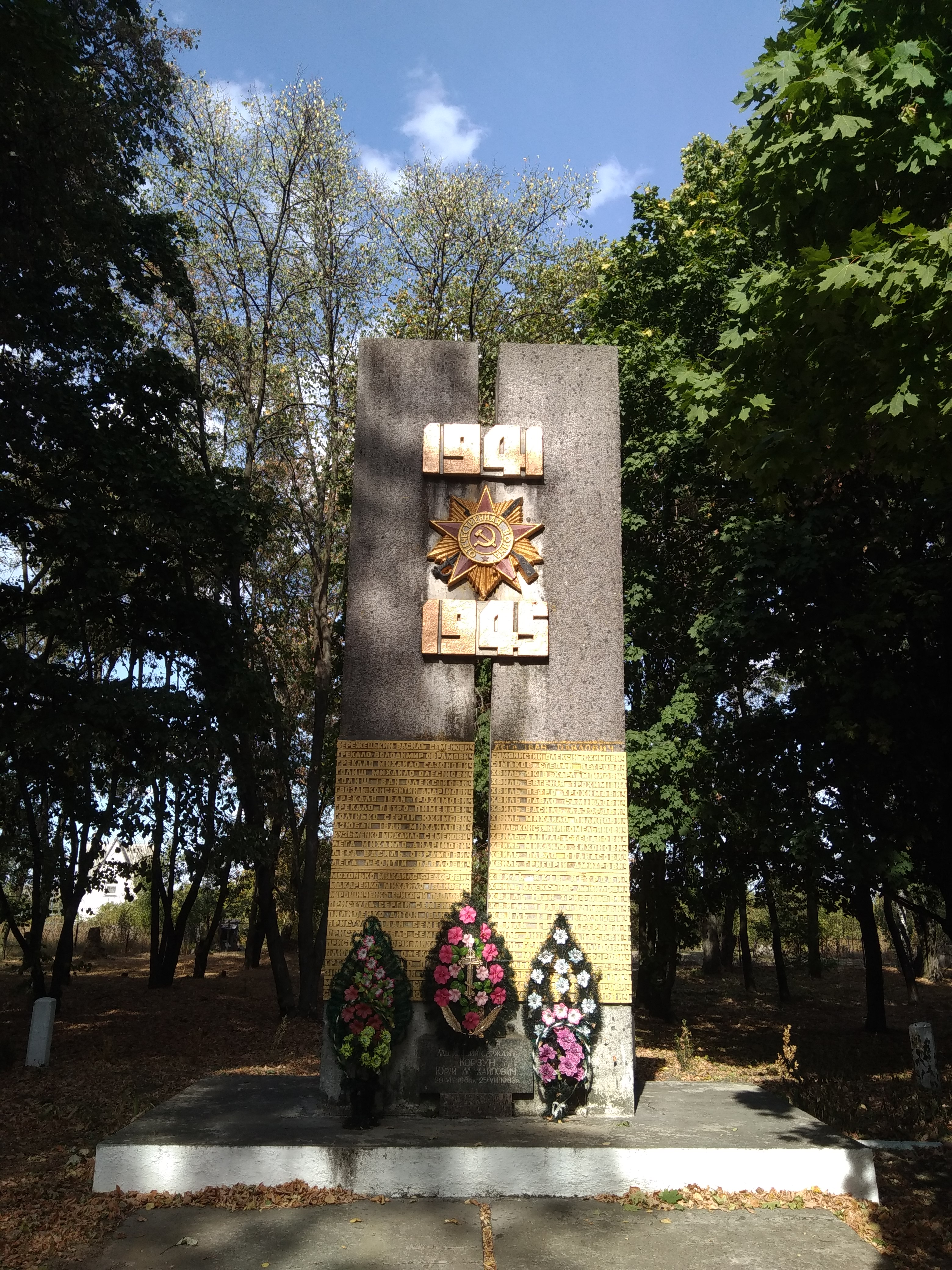
Пам'ятник загиблим односельчанам у Другій світовій війні
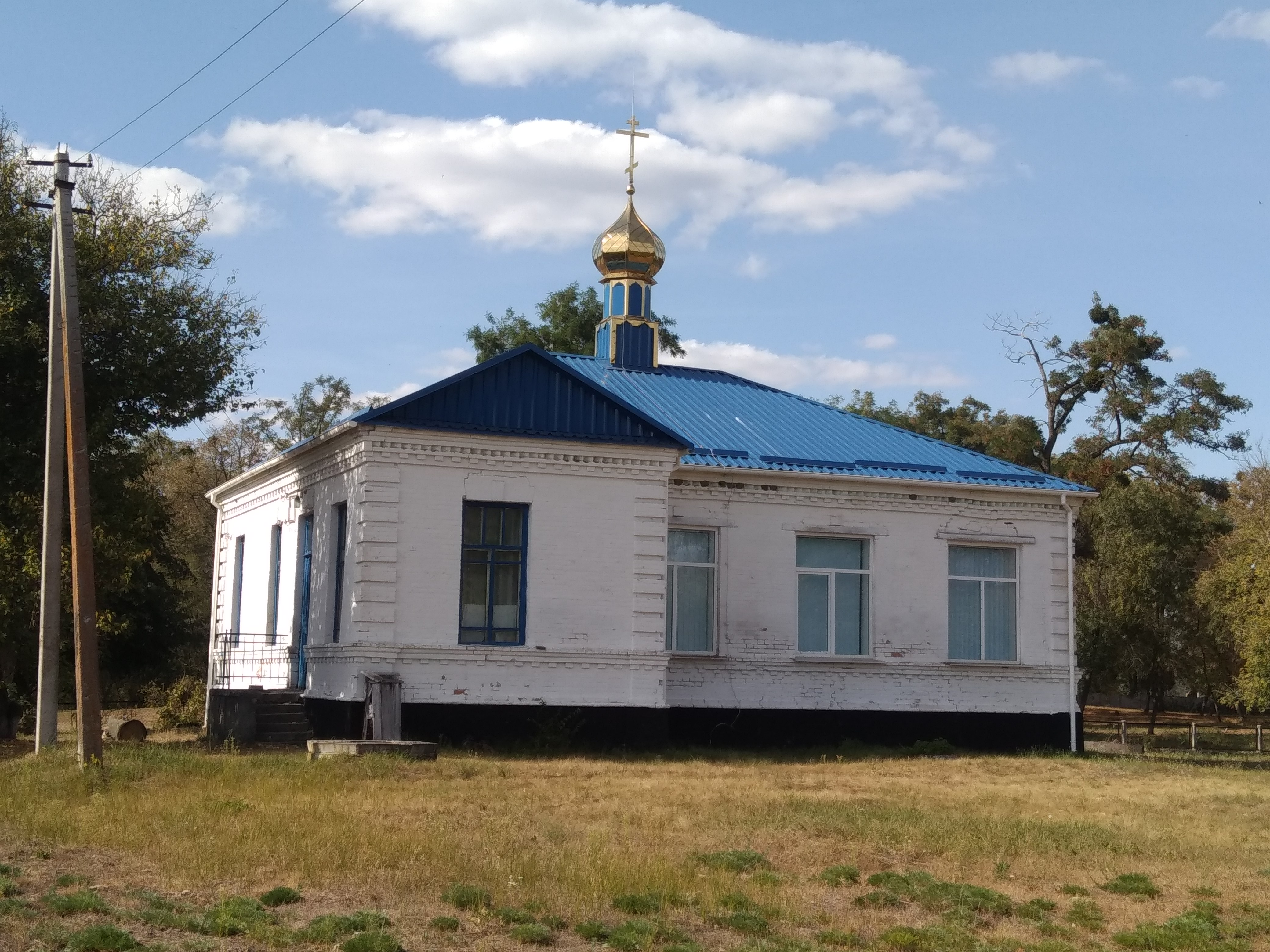
Церква
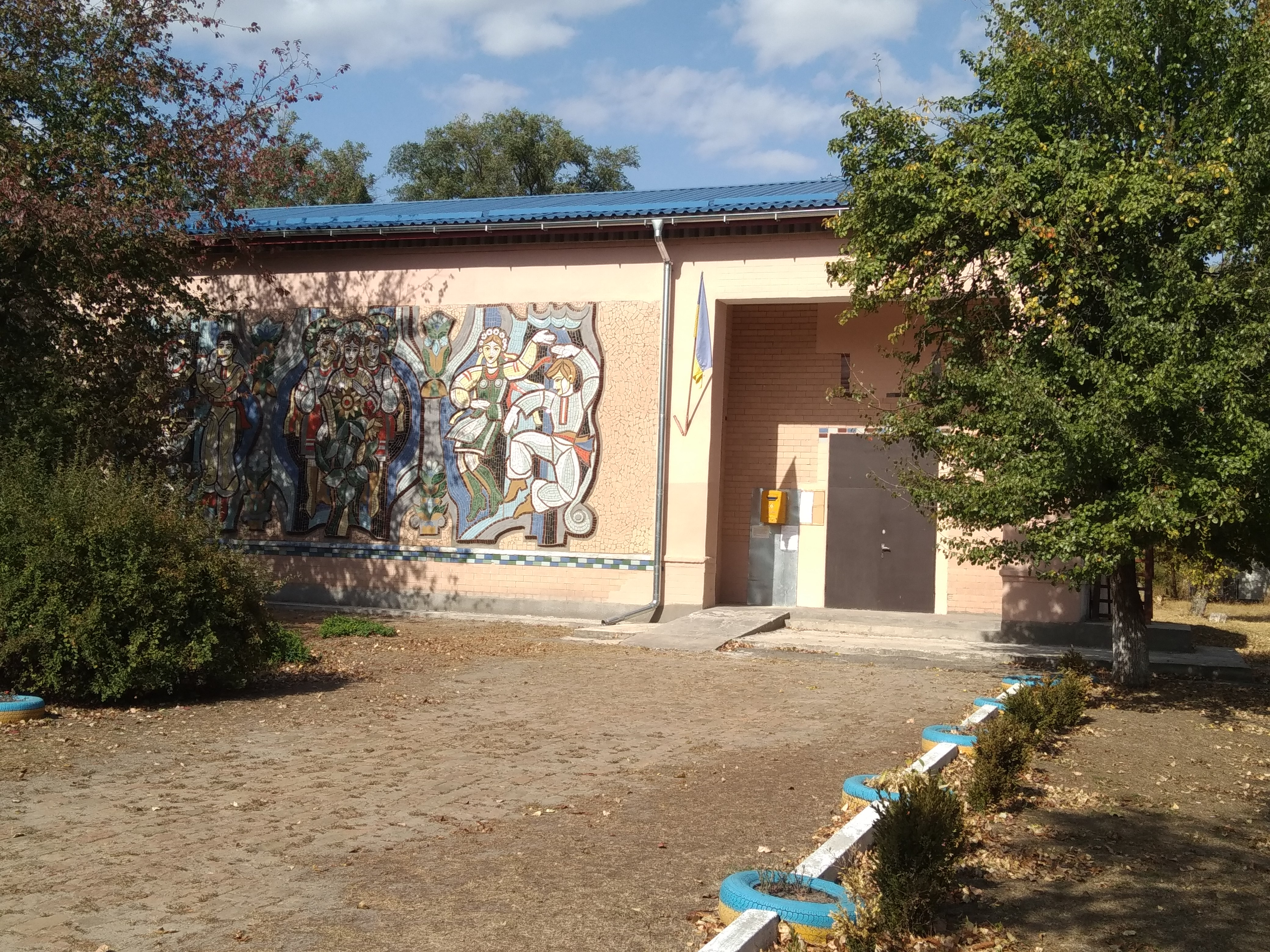
Клуб
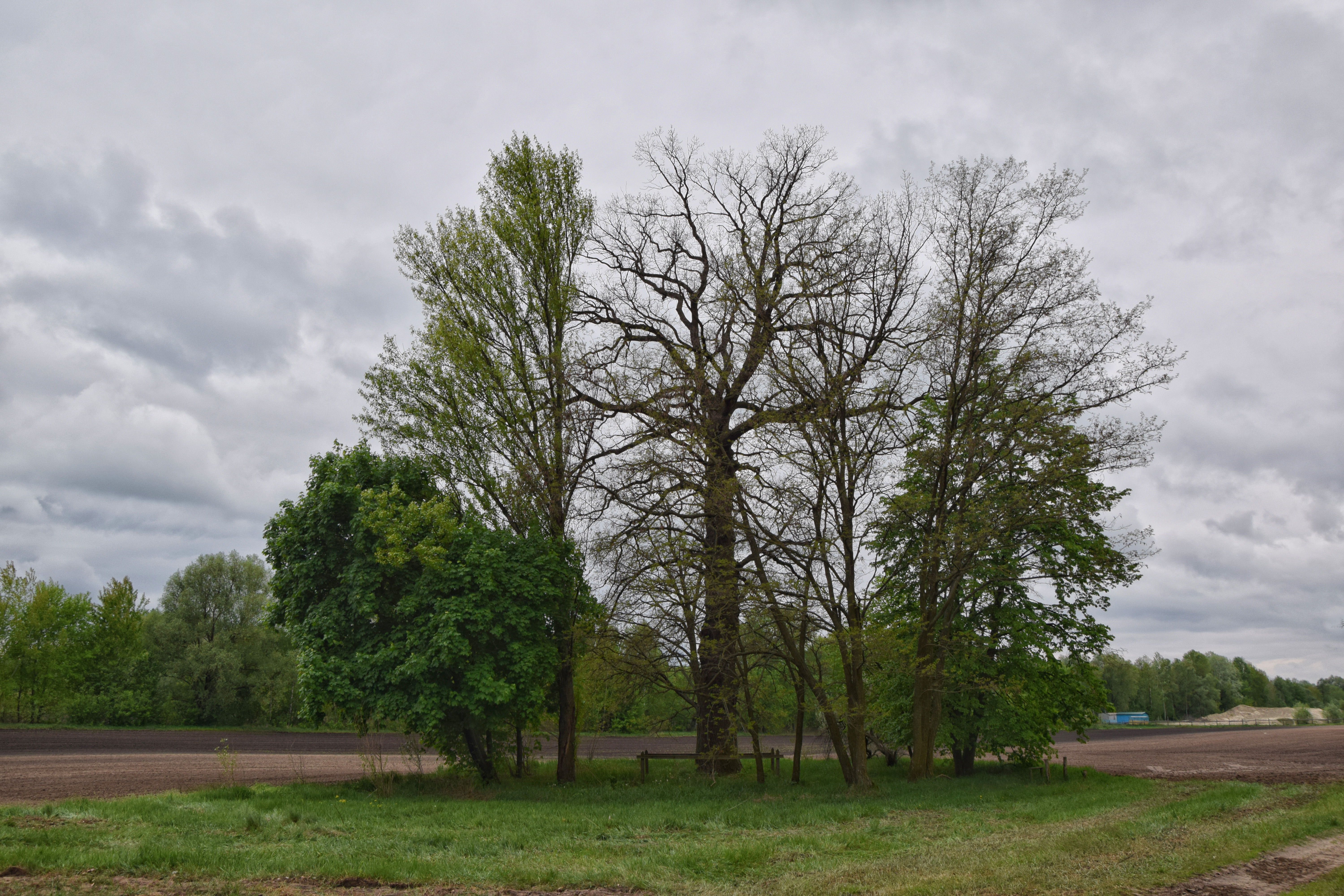
Хвилів дуб